# Örnsnäs

Örnsnäs är en gård från medeltiden i Allhelgona socken (nuvarande Mjölby kommun). Den bestod av 1⁄4 mantal. 